# Museo Efesio
Museo Efesio (in greco antico: Μουσαῖος ὁ Ἐφέσιος?; fl. 263–197 a.C.) è stato un poeta epico greco antico.

## Biografia
È noto solo attraverso la voce a lui dedicata all'interno dal lessico bizantino Suda:
Nativo di Efeso, si era trasferito a Pergamo, dove probabilmente fu poeta di corte degli Attalidi. Aveva, infatti, composto poemi in onore dei re Attalidi di Pergamo Eumene I e Attalo I, sicché si situa il suo floruit nel periodo di questi due sovrani, tra 263 e 197 a.C.

## Opere
Scrisse una Perseide (Περσηί̈δος βιβλία) in 10 libri e, come detto, poemi in onore degli Attalidi, di cui non resta, appunto, che la menzione in Suda. Quindi non è possibile dire se non che Museo si situa nel lungo ed ampio filone dell'epica storico-encomiastica del tardo Ellenismo, accanto a poeti come Cherilo di Iaso e Demostene di Bitinia, tra gli altri.